# Inoue Yoshika

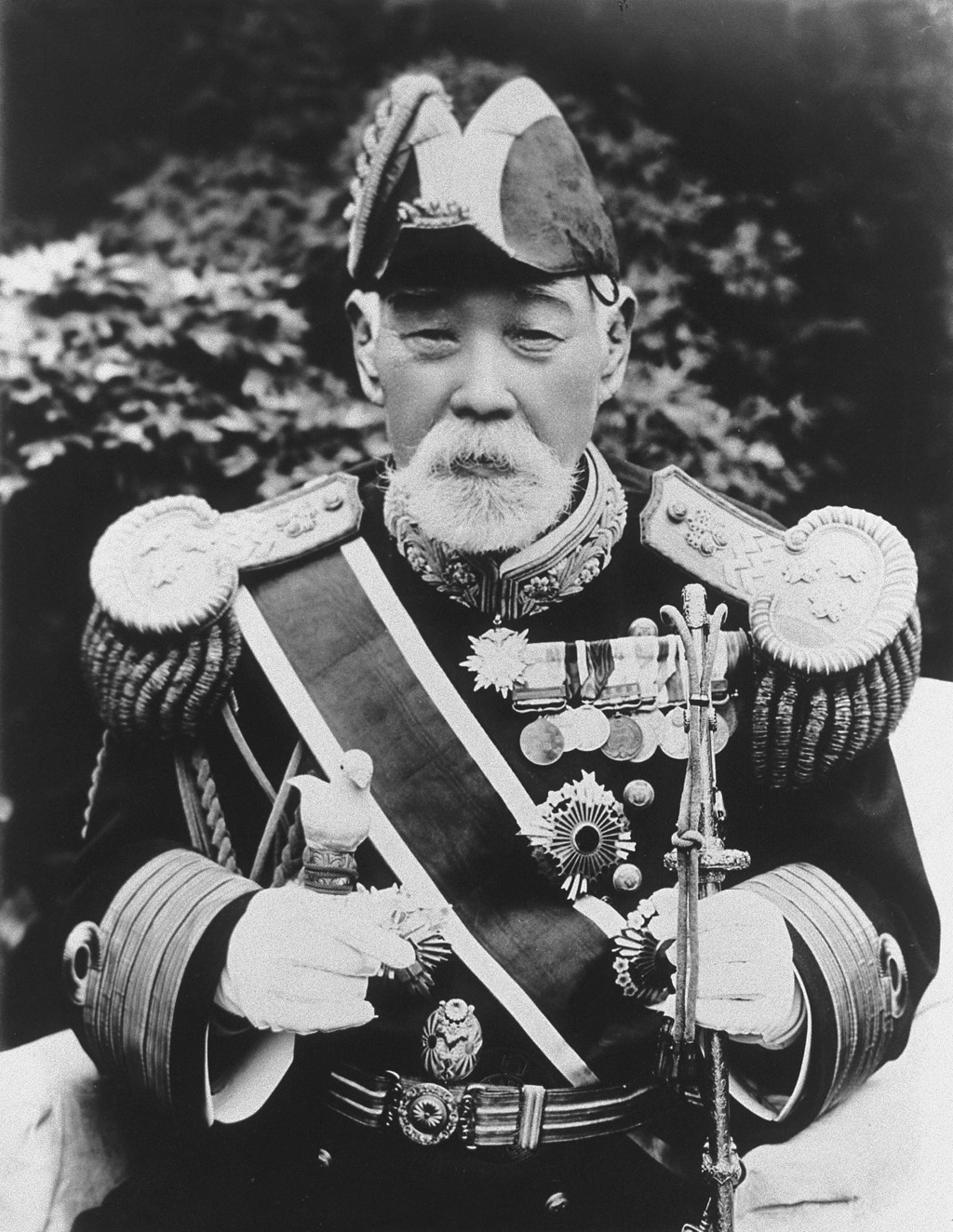
Inoue Yoshika

Shishaku Inoue Yoshika (jap. 井上良馨; * 3. November 1845 in Kagoshima, Satsuma-han, Japan; † 22. März 1929 in Tokio) war ein japanischer Seeoffizier der Kaiserlich Japanischen Marine, der unter anderem von 1889 bis 1891 und zwischen 1895 und 1896 Oberkommandierender der Stationären Flotte sowie zwischenzeitlich von 1891 bis 1892 Chef des Admiralstabes war. Zuletzt wurde er 1911 zum Großadmiral (Gensui taishō) befördert.

## Leben

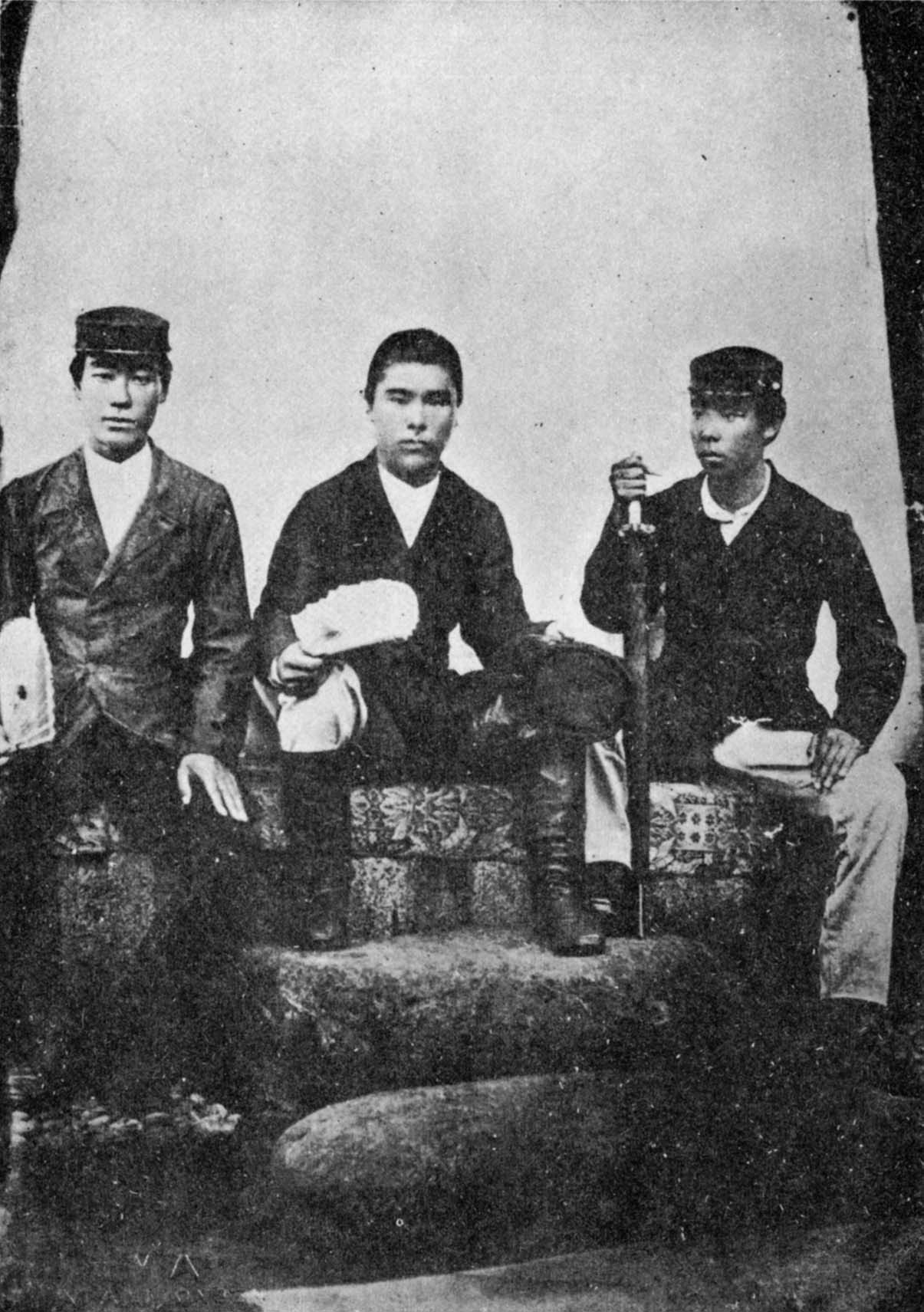
Inoue Yoshika (links) als Offizier der Fregatte Kasuga (1869).

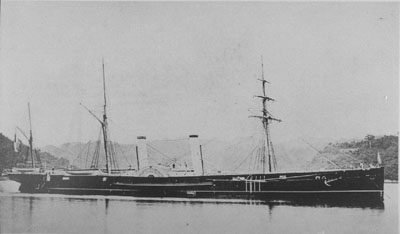
Inoue war zwischen 1872 und 1874 Kommandant der Fregatte Kasuga.

Inoue Yoshika, Sohn eines Samurai, nahm am Satsuma-Britischen Krieg (15. bis 17. August 1863) sowie am Boshin-Krieg (27. Januar 1868 bis 27. Juni 1869) teil. Im Januar 1868 wurde er Offizier 2. Klasse auf der Fregatte Kasuga sowie im März 1871 an Bord der Panzerkorvette Ryūjō. Dort erfolgte am 23. Juli 1871 seine Beförderung zum Kapitänleutnant (Taii), woraufhin er zwischen Juli und dem 15. November 1872 Erster Offizier der Ryūjō und als solcher am 24. Oktober 1872 auch zum Korvettenkapitän (Shōsa) befördert wurde. Am 15. November 1872 wurde er Kommandant der Fregatte Kasuga und behielt dieses Kommando bis zu seinem Rücktritt am 14. Oktober 1874. Im Anschluss wurde er am 20. Oktober 1874 Kommandant des Kanonenbootes Un’yō, am 15. Oktober 1875 Kommandant der Korvette Seiki sowie am 15. Dezember 1875 Kommandant	der Takao-maru. Während er zwischen dem 22. März 1876 und dem 19. August 1879 erneut Kommandant der Seiki war, wurde er am 4. April 1876 auch zum Fregattenkapitän (Chūsa) befördert. Er wurde am 19. August 1879 Kommandant der Azuma, des 1864 in Dienst gestellten Panzerschiffs der Kaiserlichen Marine, und war im Anschluss zwischen dem 14. Juni 1880 und dem 20. August 1882 Kommandant der Korvette Asama. Er erhielt in dieser Verwendung am 6. Juni 1882 seine Beförderung zum Kapitän zur See (Taisa) und war vom 20. August 1882 bis zum 8. Februar 1884 Kommandant des Panzerschiffs Fusō sowie zwischenzeitlich vom 23. Oktober 1882 bis zum 11. Januar 1883 auch wieder Kommandant der Asama.

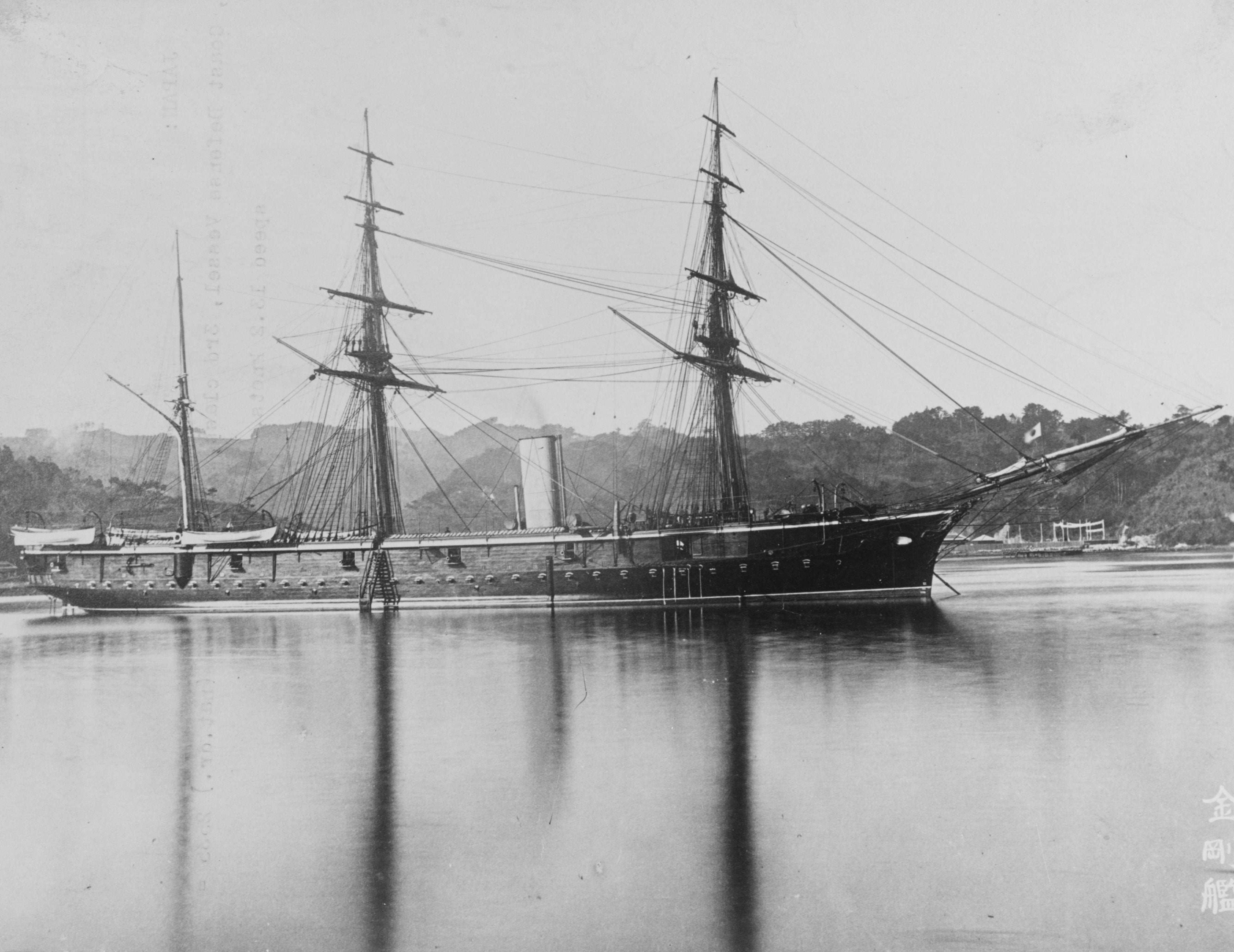
Inoue war zwischen 1884 und 1886 Kommandant der Panzerkorvette Kongō.

Nachdem Inoue zwischen dem 8. Februar und dem 20. Dezember 1884 Vize-Chef des Operationsstabes der Marine (Kaigun Gunjibu) war, wurde er am 20. Dezember 1884 Kommandant der Panzerkorvette Kongō und anschließend zwischen dem 6. und dem 29. Januar 1886 sowohl noch einmal Kommandant der Fusō als auch Chef des Stabes der auch Bereitschaftsflottille genannten Stationären Flottille. Danach wechselte er am 29. Januar 1886 ins Marineministerium (Kaigun-shō) und war dort zunächst bis zum 17. Juni 1886 Chef-Stabsoffizier beziehungsweise Vize-Direktor des Büros für Marineangelegenheiten. Er wurde am 15. Juni 1886 zum Konteradmiral (Shōshō) befördert und fungierte daraufhin zwischen dem 17. Juni 1886 und dem 8. März 1889 als Direktor des Büros für Marineangelegenheiten. Daneben war er vom 20. August 1886 bis zum 15. Mai 1889 auch Mitglied des Admiralitätsausschusses. Für seine langjährigen Verdienste wurde er am 24. Mai 1887 als Baron (Danshaku) in den Adelsstand (Kazoku) erhoben. Er übernahm am 16. August 1888 den Posten als erster Direktor der neu gegründeten Kaiserlich Japanischen Marinehochschule (Kaigun Daigakkō) und verblieb auf diesem Posten bis zu seiner Ablösung durch Itō Sukeyuki am 15. Mai 1889. Er wurde des Weiteren am 8. März 1889 Direktor des aus dem Büro für Marineangelegenheiten hervorgegangenen 1. Büros des Marineministeriums und bekleidete auch dieses Amt bis zum 15. Mai 1889.
Am 15. Mai 1889 wurde Konteradmiral Inoue Yoshika wiederum als Nachfolger von Itō Sukeyuki Kommodore der Stationären Flottille und schließlich am 29. Juli 1889 erster Oberkommandierender der daraus entstandenen Stationären Flotte (Jōbi Kantai). Er hatte dieses Kommando bis zum 17. Juni 1891 inne und wurde daraufhin von Arichi Shinanojō abgelöst. Am 17. Juni 1891 wurde er selbst wiederum als Nachfolger von Arichi Shinanojō Chef des Admiralstabes und verblieb in dieser militärischen Spitzenposition innerhalb der Marine bis zum 12. Dezember 1892, woraufhin Nakamuta Kuranosuke ihn ablöste. Nach seiner Beförderung zum Vizeadmiral (Chūjō) war er zwischen dem 12. Dezember 1892 und dem 20. Mai 1893 zunächst Oberkommandierender des Marinebezirks Sasebo (Sasebo chinjufu) und im Anschluss vom 20. Mai 1893 bis zum 16. Februar 1895 Oberkommandierender des Marinebezirks Yokosuka (Yokosuka chinjufu) Er war zugleich zwischen dem 20. Mai 1893 und dem 16. Februar 1895 erneut Mitglied des Admiralitätsausschusses und übernahm in der Endphase des Ersten Japanisch-Chinesischen Krieges (25. Juli 1894 bis 17. April 1895) zwischen dem 16. Februar und dem 16. November 1895 den Posten als Oberkommandierender der aus der Bewachungsflotte am 19. Juli 1894 umorganisierten Westmeerflotte (Saikai Kantai), die daraufhin am 15. November 1895 auch wieder aufgelöst wurde.
Nachdem Vizeadmiral Inoue zwischen dem 16. November 1895 und dem 26. Februar 1896 noch einmal Oberkommandierender der Stationären Flotte war, fungierte er als Nachfolger von Hayashi Kiyoyasu vom 26. Februar 1896 bis zu seiner Ablösung durch Shibayama Yahachi am 20. Mai 1900 als Oberkommandierender des Marinebezirks Kure (Kure chinjufu). Daraufhin wurde er als Nachfolger von Aiura Norimichi erneut Oberkommandierender des Marinebezirks Yokosuka und bekleidete diese Funktion bis zum 20. Dezember 1905, woraufhin Kamimura Hikonojō ihn ablöste. Er war daneben zwischen dem 20. Mai 1900 und dem 14. Januar 1904 erneut Mitglied des Admiralitätsausschusses und wurde am 24. Dezember 1901 auch zum Admiral (Taishō) befördert. Er wurde am 14. Januar 1904 Mitglied des Marinerates, dem er bis zu seinem Tode am 22. März 1929 angehörte. Darüber hinaus wurde er am 21. September 1907 auch zum Vizegrafen (Shishaku) erhoben und darüber hinaus am 31. Januar 1906 auch zum Großadmiral (Gensui taishō) befördert.

## Hintergrundliteratur
- J. E. Hoare: Britain and Japan: Biographical Portraits, Band III, RoutledgeCurzon, 1999, ISBN 1-873410-89-1.
- J. Charles Schencking: Making Waves: Politics, Propaganda, And The Emergence Of The Imperial Japanese Navy, 1868–1922. Stanford University Press, Stanford 2005, ISBN 0-8047-4977-9.